# Paasbergkerk (Arnhem)
De Paasbergkerk is een voormalig kerkgebouw in de Nederlandse stad Arnhem, meer specifiek in de wijk Paasberg. De kerk is ontworpen door de architect Johan Gerard Adriaan Heineman in een sobere, zakelijk stijl en is in 1932 voltooid. De constructie van de kerk bestaat uit spitsboogspanten met steile zadeldaken. De zuidzijde van de kerk is lager dan de noordzijde, waarbij ter hoogte van de overgang van het dak een kleine toren gebouwd is. Het hogere noordzijde kent aan drie zijden glas-in-loodramen, met daaronder zijbeuken voorzien van lessenaarsdaken. Boven de ingang aan de noordzijde hangt een grote klok aan de gevel.
De noordzijde van het gebouw werd gebruikt als kerkruimte door Nederlands Hervormden, waar de zuidzijde werd gebruikt als gemeentecentrum met kosterswoning, consistorie en gemeenschapsruimte. Het gebouw werd in 1991 uit haar kerkfunctie onttrokken. In het gebouw zijn daarna appartementen gebouwd.
Omroep Gelderland maakt ieder jaar met kerst opnames van de kerst concert in de paasbergkerk. Het gebouw is een gemeentelijk monument.